# Waldino Ramón Lovera
Waldino Ramón Lovera (Asunción, 31 de julio de 1921-Asunción, 30 de julio de 1994) fue un abogado y político paraguayo.

## Infancia y juventud
Waldino Ramón Lovera nació en Asunción, el 31 de julio de 1921. Aportó a la familia trabajando desde pequeño en diversas actividades. Al regreso de su padre de la guerra, los Lovera se ubicaron en una casa que quedaba sobre las calles Azara y Curupayty, en el centro mismo de Asunción, y a unas cuadras más abrieron una pequeña despensa. Ya entrado en la juventud, Waldino empezó a trabajar como ordenanza en reparticiones públicas. Realizó sus estudios secundarios en el Colegio Nacional de la Capital, y como todo joven, buscó tiempo para desarrollar otras actividades que lo apasionaban. En su caso, el deporte.
Waldino Lovera era un joven amante del fútbol, y desde temprana edad entrenó en el popular club del barrio “el kelito” River Plate de Asunción. Tenía condiciones y por esto llegó a ser titular en la primera división. Pero la vida lo llevó por otros caminos.
Cuando terminó sus estudios secundarios, eligió la carrera de Derecho, e ingresó en la Universidad Nacional de Asunción, de la que egresó como abogado en el año 1948. El líder político que cabía dentro de él fue cultivándose en la Universidad. Se afilió al Partido Colorado en aquella época, empezó trabajando activamente en los comités juveniles. Waldino era un muchacho entusiasta y sus esperanzas en el país eran firmes. Mas los años le mostrarían lo duro que sería seguir en el camino, si mantenía sus ideales y principios.

## Inicio de carrera
El ascenso al gobierno del Partido Colorado, en 1948, trazaba un nuevo paisaje político en el Paraguay. En el seno de la juventud colorada, cobraba fuerzas una corriente que apuntaba hacia una apertura democrática. Un antecedente es la fundación del "Centro Blás Garay", en 1946, del que Waldino Lovera fue fundador y presidente. Sucesivos golpes de Estado fueron intercalando gobiernos colorados, llevando al país a una gran inestabilidad política. Los partidos de la oposición fueron reducidos, y dentro del coloradismo, los críticos del gobierno y de la corrupción generalizada en la administración, eran relegados del poder.
Debido a la situación de crisis, subió al poder Alfredo Stroessner, mediante un golpe de Estado, en mayo de 1954. Stroessner era un militar joven en quien varios sectores, tanto colorados como de la oposición, vieron en él un hombre supuestamente sin ambiciones de poder y cuya presidencia solo sería temporal. Waldino, sin embargo, siempre tuvo sus dudas con relación a Stroessner, desde el principio; el tiempo le dio la razón.
Contrajo matrimonio con Selva Virginia López, en septiembre de 1951. De esta unión nacieron cuatro hijos. Selva fue la que lo acompañó hasta sus últimos días.
Lovera ganó las elecciones del Comité Central de la Juventud Colorada en el año 1956, en compañía de Carlos Zayas Vallejos y Enrique Riera Figueredo. En aquel año también nació la corriente conocida como Movimiento Popular Colorado (MOPOCO), que estaba liderado por Waldino Lovera, Ángel Florentín Peña, Enrique Riera y José Zacarías Arza. Con el paso del tiempo, Lovera ocupó los cargos de secretario del Juzgado en lo Civil y Comercial, más tarde fue Fiscal, Juez y Camarista. Se desempeñó también como instructor de Derecho Procesal en la Escuela Policial. Así, llegó a ser presidente del Instituto de Bienestar Rural.
Lovera, desde la Juventud Colorada y desde la presidencia del MOPOCO, siguió trabajando sin cesar por la democratización de las instituciones. 

## Exilio y retorno
Fue exiliado por ser considerado “subversivo peligroso” por el gobierno Stronista. Lovera fue a la Argentina, en cuya capital trabajó como funcionario de un estudio jurídico. Durante su estadía en Formosa, cuando se encontraba sin empleo, tuvo que vender helados y hielo en el pequeño negocio de su hermana.
En enero de 1984, el Dr. Waldino Lovera pudo pisar al fin tierra paraguaya. Pero esto fue para empezar otro exilio; un exilio interno, un destierro de su libertad en su propio país. Lovera volvió a acoplarse a la realidad nacional, pero bajo la constante represión y observación del gobierno stronista. Esto llegó al punto en que dos motociclistas de la policía lo seguían dondequiera que fuese. Los espías o “pyragues” de Stroessner redactaban constantemente informes sobre todas sus actividades. De nuevo sufrió encarcelamientos esporádicos, allanamientos injustificados en su domicilio, golpizas y hasta amenazas sobre sus familiares. A pesar de todo esto, siguieron las conspiraciones, siempre estuvieron auspiciadas por el MOPOCO, al frente del cual se encontraba.
El periódico “Patria Libre”, que era el órgano oficial del Movimiento, ya tenía varios años saliendo en la clandestinidad, cobraba una fuerza especial en esos años posteriores al exilio. Este lanzaba sus ideas a pesar de las represalias. En sus páginas se publicaban denuncias contra el régimen, proclamas y manifiestos populares, artículos de análisis y noticias sobre el campesinado y los sectores obreros. 
Luego del derrocamiento del gobierno Stronista, en febrero de 1989, el júbilo popular era indescriptible. Comenzaba así una nueva etapa para el Paraguay. Mas Lovera actuó siempre con cautela. En aquel mismo año, Lovera asumió nuevamente un puesto en la Junta de Gobierno del Partido Colorado, y ocupó una banca en la Cámara de Senadores de la Nación.
Entonces, los principales dirigentes del MOPOCO ocuparon importantes cargos en el Gobierno.
A partir de allí, Waldino Lovera empezó a desarrollar una intensa tarea dentro del Congreso, donde asume como presidente en 1990. En 1991, lanzó su candidatura para la Junta de Gobierno de la ANR, con las intenciones de renovar el Partido, pero no obtuvo la adhesión suficiente. Al año siguiente asumió la presidencia de la Comisión Bicameral de Ilícitos (CBI) del Parlamento.

## Muerte
Waldino Lovera falleció el 30 de julio de 1994, un día antes de su cumpleaños, a las 04:00 de la mañana. Encontró la muerte luego de un largo padecimiento en la sala de terapia intensiva del Hospital Migone Battilana.